# Fernando Márquez de la Plata
Fernando Ramón Rosa Gertrudis de San Antonio Márquez de la Plata y Orozco (Sevilla, 30 de agosto de 1740-Santiago de Chile, 17 de diciembre de 1818) fue un político español que jugó un papel protagonista en la independencia de Chile.

## Biografía
Era hijo de Rodrigo Márquez de la Plata y García de Celis, y de Luisa de Orozco y Martel.  
Llegó a Buenos Aires en noviembre de 1756 acompañando a Pedro de Cevallos que tomaba el cargo de gobernador, fue nombrado auditor de guerra y permaneció en la ciudad hasta 1780. 
Fue nombrado juez y principal comisionado para el establecimiento de aduanas y el pago de Alcabala en la ciudad de La Paz el 16 de mayo de 1780 por el virrey Juan José de Vértiz y Salcedo. Llegó a esa ciudad el 28 de julio, se alojó en el palacio de la Marquesa de Haro, siendo su parienta política pues su tío Fernando Márquez había estado casado con la tía de la marquesa y compartían primos en común.  
Mientras se encontraba sirviendo en el cargo estallaron las rebeliones indígenas de Túpac Amaru II y de Tomás Katari, el 27 de noviembre escribe al virrey solicitando 400 soldados bien armados para defender la ciudad en caso de un ataque indígena, el 2 de diciembre expone un plan de organización del Virreinato del Río de la Plata en gobiernos militares y el 26 de diciembre solicita la virrey se nombre un militar que se hiciese cargo de la defensa de la región sugiriendo que fuesen Ignacio Pinedo y Montúfar o Sebastián de Segurola, siendo elegido este último.  
En febrero de 1781 informa al virrey que la ciudad se prepara para ser atacada en cualquier momento y que se retiraban los fondos necesarios de las cajas reales para conseguir armamento. Finalmente la ciudad de La Paz es sitiada por un ejército indígena de 40000 hombres al mando de Túpac Katari el 13 de marzo de 1781. 
Durante los meses siguientes Márquez de la Plata se uniría al comandante Segurola para defender la ciudad de los ataques indígenas, mientras que internamente se enemistaba con el Oidor Francisco Tadeo Díez de Medina y con el Corregidor Fermín Gil de Alipazaga por la administración de justicia y la toma de decisiones. 
Una vez derrotada la rebelión indígena en noviembre de 1781, Márquez de la Plata criticó mucho el juicio contra Túpac Katari que no guardaba las formalidades jurídicas, esto quizás por la enemistad que ya existía contra el juez que llevaba el proceso Francisco Tadeo Díez de Medina. 
En julio de 1781 había sido nombrado Alcalde del Crimen de la Real Audiencia de Lima pero no ocupó el cargo hasta 1782, posteriormente se hizo cargo de la Intendencia de Huancavelica y en 1789 volvió a Lima como Oidor. 
En 1796 fue nombrado regente de la Real Audiencia de Quito y en 1803 fue nombrado regente de la Real Audiencia de Santiago de Chile. En 1806 consiguió un puesto en el Consejo de Indias pero no logró jurar su cargo por la invasión inglesa a Buenos Aires.    
Se casó el 22 de diciembre de 1786 con María Antonia Calvo de Encalada. Mientras vivía con su esposa en Lima (Perú), nació su hijo Fernando Márquez Encalada (1792-1863), quien siguió la causa independentista y fue militar y político. 
Al iniciarse el proceso de independencia en 1810 en Chile, se integró al movimiento juntista, llegando a ser primer vocal de la Primera Junta Nacional de Gobierno, e inclusive su presidente interino, en reemplazo de Mateo de Toro y Zambrano.
La Junta de Gobierno se reunía en su casa. 
Cuando estalló el motín de Figueroa (1 de abril de 1811), Márquez de la Plata votó por la pena de muerte del sublevado (Tomás de Figueroa). En 1812 formó parte en la comisión de la Constitución. Después fue miembro del Tribunal de Apelaciones y decano de la misma institución. Tras el desastre de Rancagua debió partir al exilio.
Después de la victoria de las armas patriotas en la batalla de Chacabuco (12 de febrero de 1817), se le nombró regente de la Cámara de Justicia, ejerciendo el cargo hasta su muerte el 17 de diciembre de 1818.